# Jean-Marie Séverin
 (janvier 2022).
Si vous disposez d'ouvrages ou d'articles de référence ou si vous connaissez des sites web de qualité traitant du thème abordé ici, merci de compléter l'article en donnant les références utiles à sa vérifiabilité et en les liant à la section « Notes et références ».
Pour les articles homonymes, voir Severin.
Jean-Marie Severin (Namur, le 8 avril 1941) est un homme politique belge, membre du Mouvement réformateur.
Il est licencié en Sciences commerciales et financières (ULg, 1963) ; industriel indépendant ; cofondateur et vice-président d'un Conseil provincial de la Jeunesse (1966) ; président de la Fédération provinciale namuroise, puis vice-président du PRL (1995-2001).

## Carrière politique
- Conseiller communal de Forville (1971-1976)
- Conseiller provincial de la province de Namur (1974-1985)
- Conseiller communal d’Éghezée (1977-1985, 1992-2006)
  - Premier échevin d'Éghezée chargé de l’Information et des Affaires sociales (1995 à 2006)
- Député permanent de la Province de Namur (1985-1991)
- 1992-1995 : député fédéral belge
  - Conseiller régional wallon
- 1995-1999 : député wallon
  - Président du Parlement wallon a.i. (1997)
- 1999-2000 : ministre wallon des Affaires intérieures et de la Fonction publique
- 2000-2009 : député wallon
  - 2000-2001: président du Parlement de la Communauté française
- 2006-2012 : président du CPAS et Échevin des Affaires sociales de Éghezée